# 로젠브록 함수

2개 변수에 대한 로젠브록 함수 그래프.

로젠브록 함수(Rosenbrock function)는 수학적 최적화에서 최적화 알고리듬을 시험해볼 용도로 사용하는 비볼록함수이다. 하워드 해리 로젠브록이 1960년에 도입했다. 로젠브록의 골짜기(Rosenbrock's valley) 또는 로젠브록 바나나 함수(Rosenbrock's banana function)라고도 한다. 함수식은 다음과 같다.
{\displaystyle f(x,y)=(a-x)^{2}+b(y-x^{2})^{2}}
그래프를 그려 보면, 길고 좁은 포물선 모양의 골짜기가 드러난다. 골짜기를 찾는 것 자체는 자명하다. 그러나 전역최솟값으로 수렴하는 것은 어렵다. 전역최솟값은 {\displaystyle f(x=a,y=a^{2})=0}이다. 일반적으로 {\displaystyle a=1,b=100}을 대입해 사용한다.
{\displaystyle f(x,y)=(1-x)^{2}+100(y-x^{2})^{2}}